# Віялочуб бразильський
Віялочуб бразильський (Onychorhynchus swainsoni) — вид горобцеподібних птахів родини бекардових (Tityridae).

## Поширення
Ендемік Бразилії. Мешкає лише в атлантичному лісі на південному сході країни.

## Опис
Тіло завдовжки 16,5 см, вагою 14 г. Верхня частина тіла яскраво-коричнева, нижня — жовто-помарнчева. Круп і хвіст — коричні. Дзьоб довгий і широкий. Птах має еректильний віялоподібний гребінь на голові, який червоний у самця і жовтий у самиці.

## Спосіб життя
Комахоїдний вид. Гніздо довге і вузьке, підвішене до гілки або виноградної лози, зазвичай над водою. Кладка складається з двох яєць. Про потомство піклується лише самиця.